# Fransk surrealism
Fransk surrealism är en antologi med surrealistiska texter redigerad av Gunnar Ekelöf.
Den utkom första gången 1933. Ursprungligen var den tänkt att utgöra ett nummer av tidskriften Spektrum men utgavs till slut i bokform. En reviderad utgåva med ett nyskrivet förord av Ekelöf återutgavs 1962 av FIB:s Lyrikklubb. Båda utgåvorna är illustrerade med bilder av surrealistiska konstverk.
Medverkande författare är Salvador Dalí, Arthur Rimbaud, Comte de Lautréamont, André Breton, Tristan Tzara, Benjamin Péret och Paul Eluard. Den senare utgåvan innehåller även Luis Buñuels och Salvador Dalís synopsis till Den andalusiska hunden.